# Association pour un conservatoire de l'informatique et de la télématique
Pour les articles homonymes, voir Aconit.
L'Association pour un conservatoire de l'informatique et de la télématique (ACONIT) est une association loi de 1901 française,
installée 12, rue Joseph-Rey à Grenoble, dans le département de l'Isère. Depuis sa création en 1985, elle vise à favoriser la conservation et la valorisation du patrimoine matériel et immatériel des sciences et technologies, en particulier de l'informatique.
Ses collections constituent un conservatoire de l'informatique et sont disponibles en ligne ou visibles sur réservation lors de visites guidées, par exemple à l'occasion des Journées européennes du patrimoine.

## Histoire
Grenoble, ville qui vante une longue tradition d'innovation technique, est l'un des berceaux français de l'informatique, et au cœur de son développement, grâce aussi à la présence du pionnier Jean Kuntzmann, fondateur de l'IMAG.
L'ACONIT a été créée le 24 janvier 1985, notamment par Michel Jacob, statisticien à EDF chargé de la gestion des barrages et par Louis Bolliet, enseignant-chercheur à Grenoble, également responsable de la création du département informatique de l'IUT 2 de Grenoble en 1966, avec l'appui de Jean Kuntzmann.
Les responsables successifs de l'association sont généralement des ingénieurs issus ou enseignants des écoles d'ingénieurs de l'INPG, dans les domaines de l'électronique, de l'informatique et des mathématiques appliquées, notamment à l'ENSIMAG, à l'IEG et à l'ENSERG.
Au cours de son histoire, l'association et ses collections ont déménagé plusieurs fois, notamment du siège de l'INPG, avenue Félix-Viallet, vers le centre Cémoi avant d'intégrer son local de la rue Joseph-Rey. L'ACONIT est présidée en 2017 par Philippe Duparchy, ancien assureur.
D'octobre à décembre 2017, l'ACONIT organise une exposition de ses matériels et machines à la bibliothèque scientifique du domaine universitaire de Grenoble. Cette collaboration entre l'ACONIT et l'université Grenoble-Alpes préfigure le déménagement de l'association sur le domaine universitaire à la fin de l'année 2018.

## Visite du «musée» de l'ACONIT
Le site, situé non loin de la gare de Grenoble (station Condorcet de la ligne E du tramway de Grenoble ou ligne de bus n°32, même nom de station) est visitable à l'occasion de visite guidée, notamment à l'occasion des Journées européennes du patrimoine. Tous les mercredis de l'année, il existe une possibilité de visite guidée individuelle et de petits groupes par un bénévole de l'association mais uniquement sur rendez-vous.

## Les missions
L'ACONIT articule ses activités autour de trois axes principaux :
1. le conservatoire et la gestion des collections de machines ;
2. la diffusion de la culture informatique historique ;
3. plus récemment, l'inventaire du patrimoine scientifique et technique contemporain régional, plus largement que les seuls équipements informatiques.

### Conservatoire
L'ACONIT réunit l'une des collections les plus riches d'Europe dans le domaine. En 2015, elle accueille dans ses locaux une collection privée de plus de 2 500 pièces (machines, ordinateurs, etc) ainsi qu'environ 10 000 documents techniques et 2 600 logiciels,,. L'association dispose aussi d'un laboratoire de restauration pour la remise en fonctionnement d'anciennes machines.
Parmi les pièces rares et remarquables abritées par l'association, le premier calculateur électronique de Bull Gamma 3, une calculatrice mécanique Brunsviga et un calculateur analogique SEA OME P2, réalisé par le premier constructeur français d'ordinateurs en 1951, classé objet protégé au titre des Monuments historiques en 2005,. En juin 2017, un micro-ordinateur Alcyane de l'association est inscrit sur la liste des monuments historiques avant son classement.

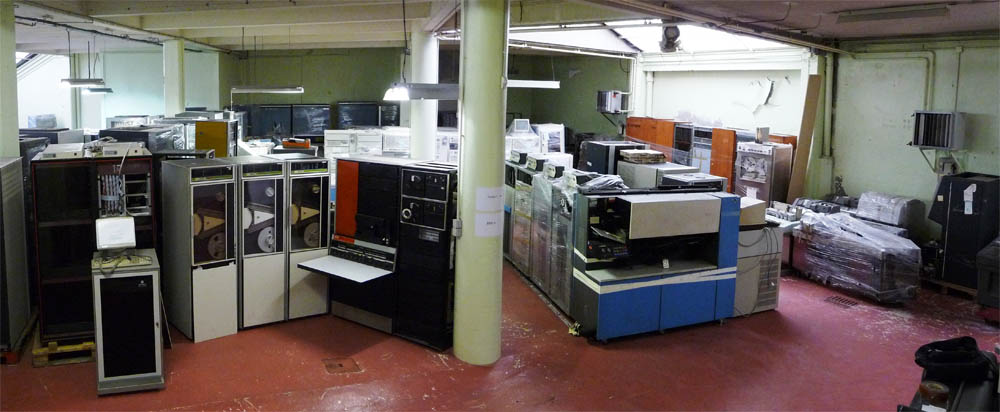
Vue panoramique du hall « grandes machines » du local ACONIT. Au premier plan un DEC PDP9, au fond à droite un Telefunken TR4.

Le conservatoire est accessible lors des visites guidées gratuites sur réservation. Le site web de l'ACONIT propose également des visites virtuelles thématiques de sa base de données.

### Diffusion et vulgarisation
L'association met en valeur l'aspect historique de l'informatique et illustre son évolution au cours des années. Elle organise régulièrement des conférences et présentations qui se déroulent dans différents lieux de culture scientifique régionaux. L'association a notamment eu un rôle fondateur sur l'histoire de l'informatique en France, en organisant en 1988 à l'IMAG de Grenoble le premier colloque consacré à ce sujet,. En 2005, le Conservatoire national des arts et métiers lui confie une mission de sensibilisation à la sauvegarde du patrimoine scientifique et technique contemporain.
L'ACONIT conçoit également et réalise des expositions qui sont régulièrement présentées au public en différents lieux, notamment par des partenariats avec l'université Grenoble-Alpes et le centre de culture scientifique, technique et industrielle de Grenoble. Certaines expositions sont accompagnées de machines provenant des collections de l'association. Les expositions conçues jusqu'alors ont eu pour titres[réf. souhaitée] :
- Histoires de mémoires ;
- Histoire de la Mécanographie ;
- Histoire de l’informatique ;
- Du labo au salon ;
- Rétrogaming ;
- Au doigt et à l’œil.

### Patrimoine scientifique et technique
Depuis 2010, l'ACONIT a élargi son domaine d'intérêt originel, avec une activité d'inventaire sur tout le patrimoine scientifique et technique régional.
L'ACONIT est en effet l'un des partenaires de la Mission nationale pour la sauvegarde du patrimoine scientifique et technique contemporain pour les cinq départements de l'académie de Grenoble : Ardèche, Drôme, Isère, Savoie et Haute-Savoie. En particulier, sa base de données interne alimente celle du programme PATSTEC, inventaire qui est l'équivalent dans le domaine scientifique et technique de la base Palissy pour le mobilier historique.
L'ACONIT est listée sur le New international dictionary of acronyms in library and information science and related fields édité en 1988.

### Publications
- Philippe Denoyelle, Maurice Geynet et al., Des objets qui racontent l'Histoire : l'Informatique, Lyon, EMCC Livres, 2004, 120 p. (ISBN 978-2-908291-55-1, BNF 39207117), rédigé par 5 membres de l'ACONIT.
- René Gindre, Débuts de l'informatique à Grenoble, 2021, 102 p.